# Precursor (química)
Em química, um precursor é um composto que participa numa reacção química que produz outro composto. Em bioquímica, o termo "precursor" é usado para referir-se a um composto que precede outro numa via metabólica.